# Кувшинка четырёхгранная
Кувшинка четырёхгранная, или Кувшинка малая (лат. Nymphaea tetragona) — вид многолетних травянистых растений рода Кувшинка (Nymphaea) семейства Кувшинковые (Nymphaeaceae).

## Ботаническое описание
Многолетние травянистые корневищные водные растения. Листья эллиптические, 5—14(20) см длиной и 4—11(16) см шириной; крайние жилки первого порядка, входящие в лопасти листа, изогнуты только в первой трети своей длины.
Цветки 3—5(8) см в диаметре. Основание чашечки четырёхугольное, с отогнутыми вниз углами. Лепестки белые (реже розовые или с розовым пятном у основания), резко переходят в тычинки; нити самых внутренних тычинок широкоовальные, почти округлые; рыльце пурпуровое. Экзина пыльцы мелкобугорчатая, почти зернистая.

## Значение и применение
В Приамурье считается кормовым растением для лося. Семена и листовые почки в Японии употребляются в пищу.

## Охрана
Включена в Красную книгу Челябинской области.

## Гибриды

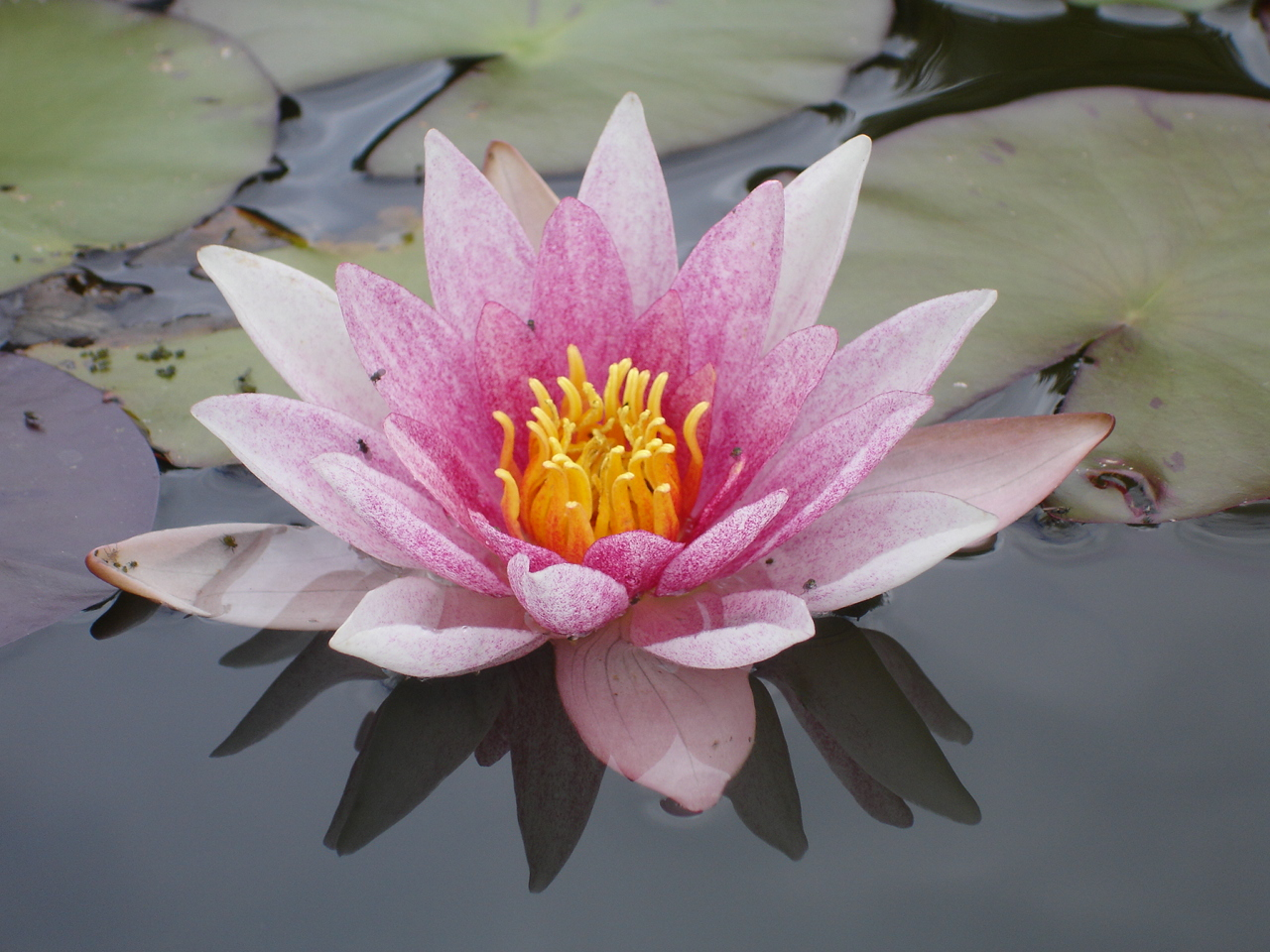

Может образовывать внутриродовые гибриды:
- Nymphaea ×laydekeri Lat.-Marl. ex André (1895) [= Nymphaea alba L. × Nymphaea tetragona Georgi]
- Nymphaea ×sundvikii Hiitonen (1933) [= Nymphaea candida C.Presl × Nymphaea tetragona Georgi][1]